# Hvad kan vi gøre for Dem?
Hvad kan vi gøre for Dem? er en dansk dokumentarfilm instrueret af Flemming Arnholm efter eget manuskript.

## Handling
Denne artikel mangler et handlingsreferat. Hjælp os med at skrive det.